# Agaricia agaricites
Agaricia agaricites är en korallart som först beskrevs av Carl von Linné 1758.  Agaricia agaricites ingår i släktet Agaricia och familjen Agariciidae. IUCN kategoriserar arten globalt som livskraftig. Inga underarter finns listade i Catalogue of Life.

## Bildgalleri

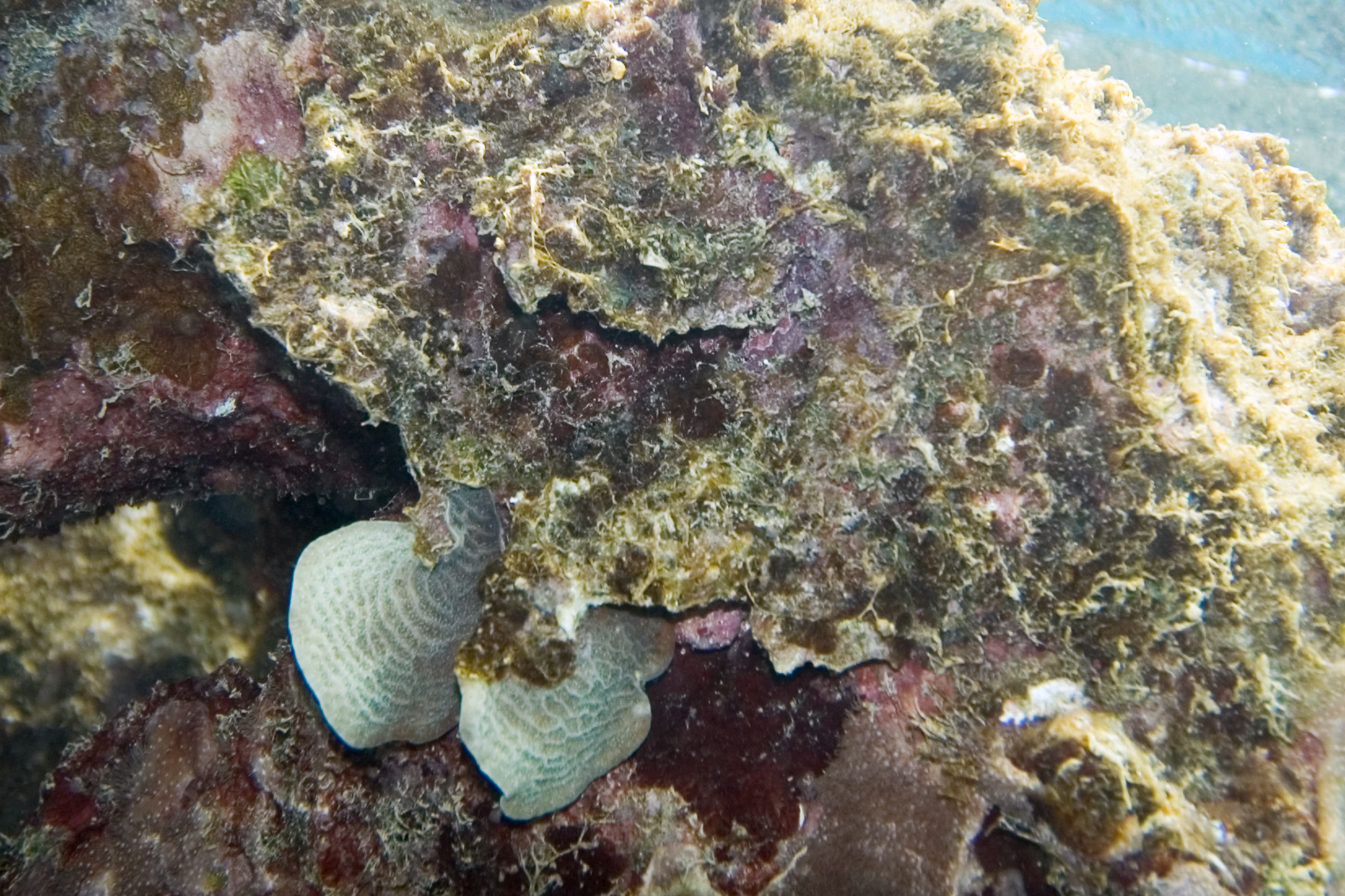
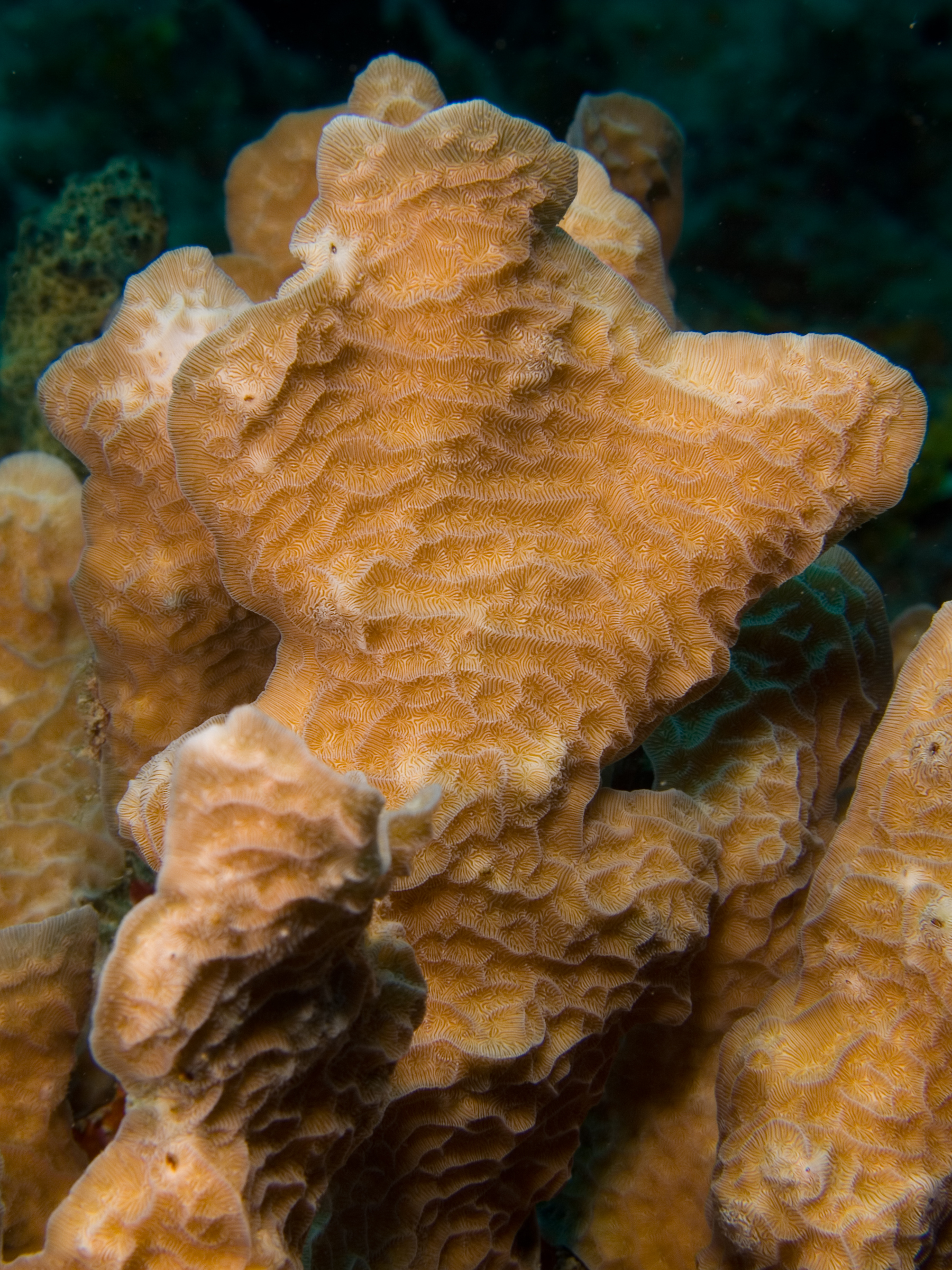